# 曾念
曾念（1466年—？），字聖初，湖廣郴州府永興縣人，軍籍，明朝政治人物。

## 生平
弘治五年（1492年）壬子科湖廣第十三名舉人。弘治十八年（1505年）中式乙丑科會試第九十名，三甲第一百八十四名進士。授大城知县。在任时惩处县内不法之徒，使坏人敛迹。迁玉山知县，有政绩，后调户部主事。

## 家族
曾祖曾如柏；祖父曾克謙，贈刑部主事；父曾䡵，绍兴知府。母楚氏（封安人）。具庆下。兄曾仝（義官）、曾介（嘉定州知州）、曾全（前户部主事）、曾佥（義官）。